# Xiatang, Anhui
Xiatang (kinesiska: 下塘) är en köping i östra Kina. Den ligger i Changfeng härad i staden Hefei i provinsen Anhui, omkring 37 kilometer norr om provinshuvudstaden Hefei. Antalet invånare är 64673. Befolkningen består av 32 211 kvinnor och 32 462 män. Barn under 15 år utgör 15,0 %, vuxna 15-64 år 71 %, och äldre över 65 år 12,0 %.